# Ketazolam
Ketazolam ist eine chemische Verbindung aus der Wirkstoffgruppe der Benzodiazepine.

## Gewinnung und Darstellung
Ketazolam kann durch Reaktion von Diazepam mit Acetylchlorid in Gegenwart von Triethylamin gewonnen werden, was erstmals 1970 durch Szmuszkovisz erfolgte.

## Eigenschaften
Ketazolam ist ein Oxazinobenzodiazepin. Sie stellt eine Prodrug dar und wird nach peroraler Applikation der Resorption relativ schnell in die aktiven Metaboliten (Desmethylketazolam, dann Nordiazepam) umgewandelt, die aufgrund ihrer langen Halbwertszeiten kumulieren können. Diazepam und Temazepam treten lediglich als Nebenmetaboliten auf. Da der maximale Plasmaspiegel erst mit einer gewissen Verzögerung erreicht wird, ist die Verbindung zur Akuttherapie und als Hypnotikum weniger geeignet.

## Verwendung
Ketazolam wird als Medikament gegen Angstzustände verwendet. Die durchschnittliche Tagesdosis als Anxiolytikum beträgt 15 bis 60 mg.

## Nachweis
Ketazolam kann durch die Umwandlung zu Diazepam nur schlecht durch GLC nachgewiesen werden. Besser ist der Nachweis durch HPLC.

## Rechtsstatus
Ketazolam unterliegt in Deutschland dem Betäubungsmittelgesetz. Hier ist es in der Anlage III (verkehrsfähige und verschreibungsfähige Betäubungsmittel) aufgelistet.